# Striga yemenica
Striga yemenica är en snyltrotsväxtart som beskrevs av L.J. Musselman och F.N. Hepper. Striga yemenica ingår i släktet Striga och familjen snyltrotsväxter. Inga underarter finns listade i Catalogue of Life.